# Biblioteca hospitalaria

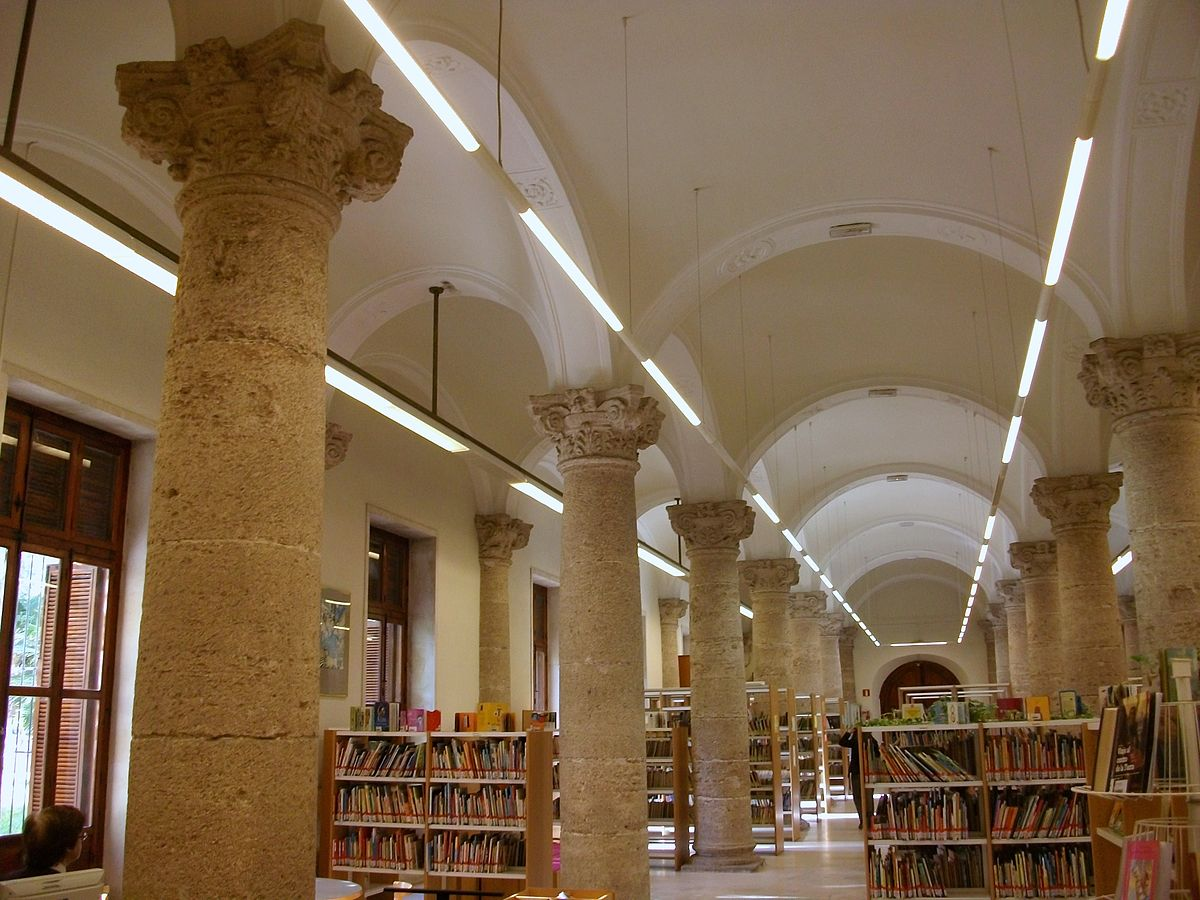
Antiguo nave del Hospital General, convertida en biblioteca pública de Valéncia

Las bibliotecas hospitalarias son bibliotecas públicas que se encuentran dentro de los hospitales. Estos espacios ofrecen los mismos servicios que una biblioteca de barrio, pero para los pacientes y sus acompañantes. 
Los libros y la lectura pueden ser una alternativa a ayudar a mejorar los estados de ánimo y la salud de las personas hospitalizadas. También son un espacio de socialización, ya que los pacientes se reúnen e interactúan. Además, no solo tienen libros para entretenerse, también encontramos bibliografía especializada y de divulgación sobre medicina.

## Función social de la biblioteca hospitalaria
Las bibliotecas son espacios donde se puede ir a consultar y coger en préstamo diferentes materiales. Además, promocionan la lectura y ofrecen un programa de actividades culturales; como charlas, lecturas a niños, teatro, etc. 
Una biblioteca hospitalaria es una biblioteca pública, por lo que busca cumplir los mismos propósitos sociales: promocionar la lectura, dar acceso a los libros y la información. Los tiempos de espera o la falta de actividad en los hospitales pueden causar la sensación de pérdida de tiempo. Las bibliotecas hospitalarias pueden ofrecer alternativas para ocupar ese tiempo. Otro caso que puede ocurrir es que los pacientes quieran saber más sobre sus enfermedades, así que el personal bibliotecario debe estar informado sobre medicina. 
Las personas hospitalizadas están aisladas de los acontecimientos que ocurren durante su estancia. La biblioteca debe brindar información para mantener conectado al paciente con el contexto. Así, se reduce la sensación de encierro en los pacientes.

### La biblioterapia
Varios estudios demuestran que a través de la literatura y la lectura una persona puede mejorar su condición de enferma, por esta razón se habla de la biblioterapia. Esta técnica se utiliza desde hace cientos de años. La biblioterapia consiste en una selección minuciosa de un material de lectura relevante adaptada a la situación de cada persona. Esto se debe a la relación que establece el paciente con la lectura, la cual crea una experiencia única en la cual encuentra apoyo, solaz, entretenimiento, información y enriquecimiento espiritual. Por eso ayuda a fomentar la rehabilitación de las personas enfermas.  
Esta técnica se utiliza desde la Segunda Guerra Mundial para mejorar el estado de ánimo y salud de los pacientes. Cuando los soldados debían pasar largas temporadas hospitalizados, el empleo de la lectura les proporcionaba ideas, historias o despertaba en ellos sentimientos de superación. Para conseguir este avance en el paciente, se necesita la participación tanto del personal y como de los bibliotecólogos. Cuando ambos profesionales colaboran, se consigue establecer las necesidades de cada persona hospitalizada para brindarle una terapia personalizada basada en la lectura. 
Para que la biblioterapia funcione, se deben considerar los siguientes aspectos. Se necesita el apoyo del equipo médico para conocer el estado de los pacientes y, así, el/la bibliotecólogo/a entrar en acción. Para que la terapia sea efectiva, ambos profesionales deben trabajar en conjunto. Finalmente, permite al paciente empoderarse, dado que la lectura le proporciona sentimientos de superación y bienestar.

## Área infantil
Las bibliotecas hospitalarias deben tener en cuenta la necesidad de un espacio destinado exclusivamente para los niños ingresados. Esta zona debe ser un área de la biblioteca adaptada a todas las necesidades que puedan tener. Para que puedan disfrutar del espacio, debe haber colecciones de libros y una ambientación acorde a sus necesidades. También, si es posible, debe ser un espacio donde los niños puedan continuar con su escolarización.  

## Puntos de investigación
Este tipo de bibliotecas se encuentran en el interior de un hospital donde el personal sanitario en formación y otro investigando en medicina. Las bibliotecas hospitalarias deben tener acceso a material de investigación que permita a los investigadores recopilar la información necesaria para ayudar a sus pacientes. Además, estas bibliotecas facilitan el acceso a la información de forma más sencilla y amplia.

## Actividades
La biblioteca no solo es un espacio de lectura, sino también de actividades. Esto ayuda a los pacientes a crear una conexión con el exterior. Para esto, la biblioteca puede montar diferentes actividades como el teatro, la hora del cuento, presentaciones de libros y exposiciones relacionadas con diferentes temas. Otra opción es la lectura de cabecera para los enfermos. En el hospital nos encontraremos algunos pacientes que no podrán leer; porque no se los impida su patología o, en el caso de los niños, porque no saben leer. Para que los pacientes puedan ser partícipes de las actividades y los beneficios de la biblioteca y de la biblioterapia, estos espacios deben tener el servicio de una persona que lea a los pacientes los libros que ellos escojan. 

## Fondos
Como todas las bibliotecas, estas necesitan tener los recursos tanto humanos como materiales para satisfacer a las personas que la visitan. Para que la biblioteca funcione de una forma adecuada, deben ser gestionadas por profesionales, no por voluntarios o interinos exclusivamente, aunque el apoyo de estos últimos es muy importante.  Sin la participación de un profesional, la biblioteca no puede tener un buen funcionamiento ni la continuidad en el tiempo. 
Los materiales son proporcionados por el gobierno, que normalmente suministra a las bibliotecas un lote de novedades y una oferta bibliográfica anualmente. También reciben subvenciones que se utilizan para los gastos derivados de la realización de actividades culturales, el fomento a la lectura, adquisición de libros y revistas.